# Ordre de bataille nordiste à la bataille de Nashville
Ce qui suit est l'ordre de bataille des forces militaires nordistes lors de la bataille de Nashville qui se déroule les  15 et 16 décembre 1864 pendant de la guerre civile américaine, appelée également guerre de Sécession.

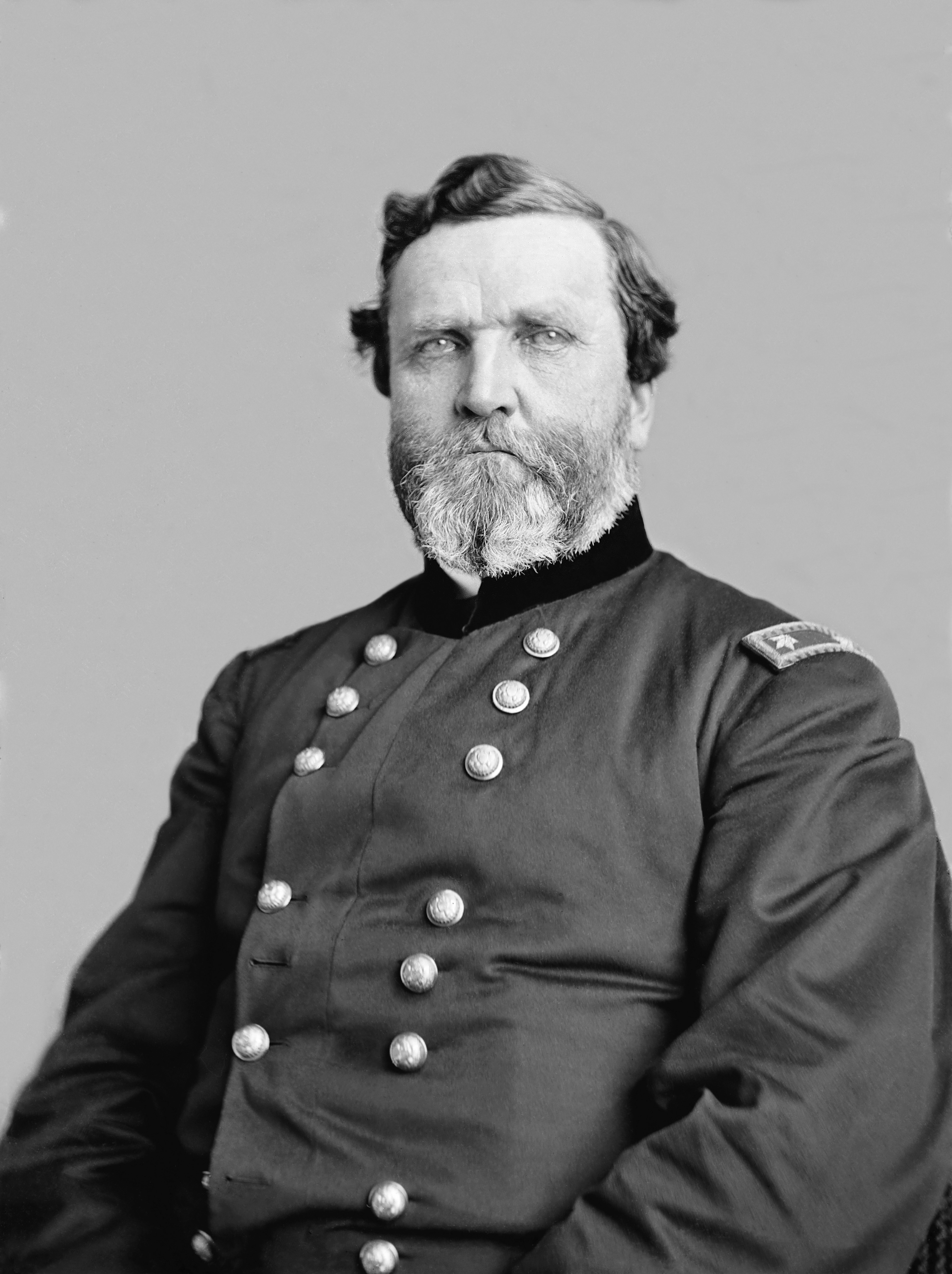
Le général George H. Thomas.

## Abréviations utilisées

### Grades
- Général = général d'armée,
- Lieutenant général = général de corps d'armée,
- Major général = général de division,
- Brigadier général = général de brigade

### Autre
- (b) = blessé
- mb = mortellement blessé
- † = tué

## Forces de l'Union
Les forces Nordistes, de 55 000 hommes, sont  commandées par le major général George H. Thomas.

### IVeCorps d'armée (Brigadier General(BG)Thomas J. Wood)
- Division Kimball
  - Brigade Kirby
    - 21e et 38e Illinois; 31e et 81e Indiana; 90e Ohio.

  - Brigade Whittaker
    - 96e et 115e Illinois; 35e Indiana; 21e et 23e Kentucky; 45e et 51e Ohio.

  - Brigade Grose
    - 75e, 80e et 84e Illinois; 9e, 30e, 36e et 84e Indiana; 77e Pennsylvanie.
- Division Elliott
  - Brigade Opdycke
    - 36e, 44e, 73e, 74e et 88e Illinois; 125e Ohio; 24e Wisconsin.

  - Brigade Lane
    - 100e Illinois; 40e et 57e Indiana; 28e Kentucky; 26e et 97e Ohio.

  - Brigade Conrad
    - 42e, 51e et 79e Illinois; 15e Missouri; 64e et 65e Ohio.
- Division Beatty
  - Brigade Streight
    - 89e Illinois; 51e Indiana, 8e Kansas, 15e et 49e Ohio.

  - Brigade Post
    - 59e Illinois; 41e, 71e, 93e et 124e Ohio.

  - Brigade Knefler
    - 79e et 86e Indiana; 13e et 19e Ohio.

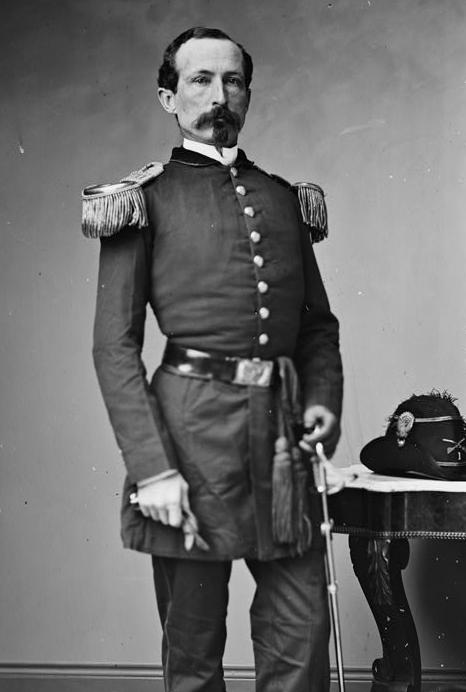
Le général Thomas J Wood.jpg.

- Artillerie du Corps (Major Wilbur F. Goodspeed)[note 1]
  - 25e Indiana (Sturm);
  - 1e Kentucky (Thomason);
  - 1e Michigan (De Vries);
  - 1e Ohio (Marshall);
  - 6e Ohio (Baldwin);
  - Batterie "B", Artillerie montée de Pennsylvanie (Ziegler);
  - Batterie "M", 4e régiment U.S. (Canby).

### XXIIIeCorps d'armée (MGJohn M. Schofield)
- Division Couch
  - Brigade Cooper
    - 130e Indiana; 26e Kentucky; 25e Michigan; 99e Ohio; 3e et 6e Tennessee.

  - Brigade Moore
    - 107e Illinois; 80e et 129th Indiana; 23e Michigan; 111e et 118e Ohio.

  - Brigade Mehringer
    - 91e et 123e Indiana; 50e et 183e Ohio.

  - Artillerie divisionnaire :
    - Batteries montées : 13e Indiana (Harvey); 19e Ohio (Wilson).
- Division Cox
  - Brigade Doolittle
    - 12e et 16th Kentucky; 100e et 104e Ohio; 8e Tennessee.

  - Brigade: Col. John S. Casement
    - 65e Illinois; 65e et 124e Indiana; 103e Ohio; 5e Tennessee.

  - Brigade: Col. Israel N. Stiles
    - 112e Illinois; 63e, 120e et 128e Indiana.

  - Artillerie divisionnaire :

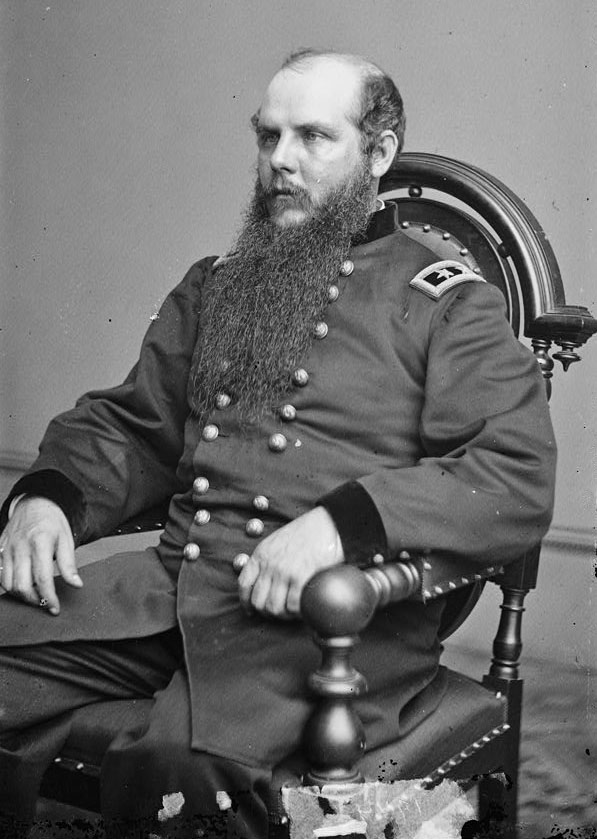
Le général John M. Schofield.jpg.

    - Batteries montées : 23e Indiana (Wilber); Batterie "D" du 1e Ohio (Cockerill).

### Détachement de l'Armée du Tennessee (MG Andrew J. Smith)
- Division McArthur
  - Brigade McMillan
    - 114e Illinois; 93e Indiana; 10e Minnesota.

  - Brigade: Col. Lucius F. Hubbard
    - 5e et 9e Minnesota; 11e Missouri; 8e Wisconsin.
    - 2e Batterie d'artillerie montée de l'Iowa (Reed)

  - Brigade Hill (puis Col. WR Marshall)
    - 12e et 35e Iowa; 7e Minnesota; 33e Missouri;
    - Batterie "I", 2e d'artillerie montée du Missouri (Julian)
- Division Garrard
  - Brigade Moore
    - 119e et 122e Illinois; 89e Indiana; 21e Missouri;
    - 9e Batterie d'artillerie montée de l'Indiana (Calfee)

  - Brigade Gilbert
    - 58e Illinois; 27e et 32e Iowa; 10e Kansas;
    - 3e Batterie d'artillerie montée de l'Indiana (Ginn)

  - Brigade Wolfe
    - 49e et 117e Illinois; 52e Indiana; 178e New York;
    - Battery "G" 2e d'artillerie montée de l'Illinois (Lowell)
- Division Moore
  - Brigade Ward
    - 72e Illinois; 40e Missouri; 14e et 33e Wisconsin;

  - Brigade Blanden
    - 81e et 95e Illinois; 44e Missouri.

  - Artillerie divisionnaire
    - 11e Batterie d'artillerie montée de l'Indiana  (Morse);
    - Batterie "A" 2e d'artillerie montée du Missouri (Zepp)

### Détachement temporaire du District militaire de l'Etowah (MGJames B. Steedman)
- Division provisoire Cruft
  - 1° Brigade U.S.C.T.[note 2] Morgan
    - 14e, 16e, 17e, 18e et 44e régiments U.S.C.T..

  - 2° Brigade U.S.C.T. Thompson
    - 12e, 13e, 100e régiments U.S.C.T.
    - 1e Batterie du Kansas Light Artillery (Tennessee)

  - Brigade Harrison
    - 3 bataillons issus du 20e Corps.

  - Brigade Mitchell (composée de personnels issus de l'Armée du Tennessee[note 3].
  - Brigade Grosvenor
    - 68e Indiana; 18e et 121e Ohio;
    - 2e bataillon issu du 14e Corps.
- Artillerie rattachée
  - 20e Batterie du Indiana Light Artillery (Osborne);
  - 18e Batterie du Ohio Light Artillery (Aleshire).

### Autres unités présentes
- Garnison de Nashville (BG John F. Miller)
  - Brigade Mason (du 20e Corps, 4e Division, 2e Brigade).
    - 142e Indiana; 45e New York; 176e, 179e et 182e Ohio.
- Unités non endivisionnées :
  - 3e Kentucky; 28e Michigan; 173e Ohio;
  - 78e Pennsylvania;
  - "Veteran Reserve Corps";
  - 44e et 45e Wisconsin[note 4]
- Artillerie de la place.
  - Bridge's Illinois (White);
    - Batteries d'artillerie montée de l'Indiana : 2e (Whicher), 4e (Johnson), 12e (White), 21e (Andrew), 22e (Nicholson) et 24e (Allen);
    - Batterie "F", du 1er Michigan (Paddock);
    - Batteries "A" (Scovill) et "E" (Reckard) du 1er Ohio;
    - Battery Backus, 20e Ohio;
    - Batteries "C" (Grisby) et "D" (Leinert), 1e Tennessee;
    - Battery "A", 2e USCT Artillery (Meigs)
- Quartermaster's Division Donaldson (dont les personnels occupent les tranchées).

### Corps de Cavalerie Wilson
- Division McCook[note 5]
  - Brigade Croxton

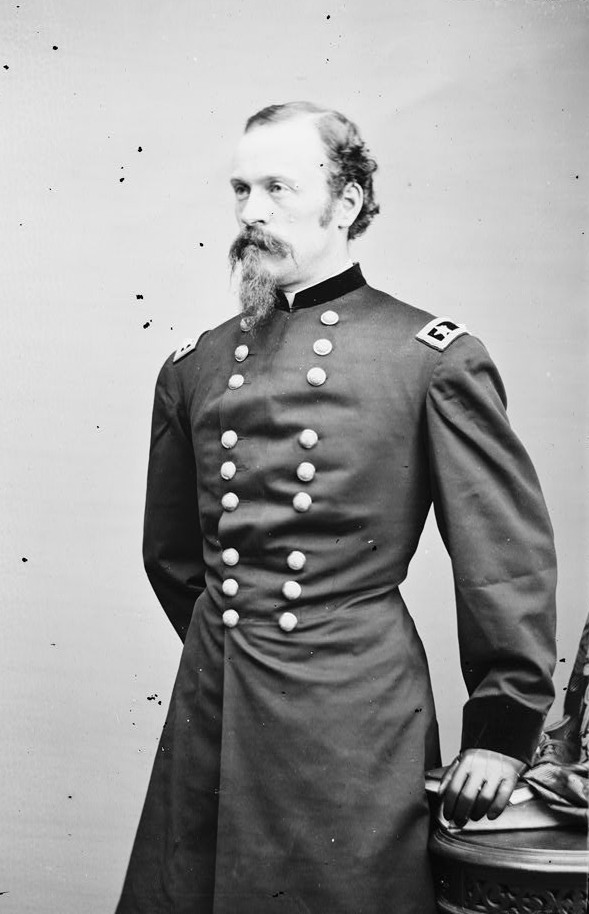
Le général James H. Wilson.jpg.

    - 8e Iowa; 4e Kentucky Mounted Infantry; 2e Michigan; 1e Tennessee;
    - Batterie de la Chambre de Commerce, Illinois Light Artillery (Robinson).
- Division Hatch
  - Brigade Stewart
    - 3e Illinois; 11e Indiana; 12e Missouri; 10e Tennessee.

  - Brigade Coon
    - 6e, 7e et 9e Illinois; 2e Iowa; 12e Tennessee;
    - Batterie "I", 1e régiment d'artillerie montée de l'Illinois (McCartney).
- Division Johnson
  - Brigade Harrison
    - 16e Illinois; 5e Iowa; 7e Ohio.

  - Brigade Biddle
    - 14e Illinois; 6e Indiana; 8e Michigan; 3e Tennessee

  - Artillerie divisionnaire :
    - Batterie "I", 4e U.S. régiment d'artillerie (Frank G. Smith)
- Division Knipe
  - Brigade Hammond
    - 9e et 10e Indiana; 19e Pennsylvanie; 2e et 4e Tennessee.

  - Brigade M.L. Johnson
    - 12e et 13e Indiana; 8e Tennessee.

  - Artillerie divisionnaire : 14e Batterie du Ohio Light Artillery (Myers)